# Paul Sarrette
Pour les articles homonymes, voir Sarrette.
 (février 2017).
Si vous disposez d'ouvrages ou d'articles de référence ou si vous connaissez des sites web de qualité traitant du thème abordé ici, merci de compléter l'article en donnant les références utiles à sa vérifiabilité et en les liant à la section « Notes et références ».
Paul Sarrette, né le 14 novembre 1920 en France et mort le 5 septembre 1944 à Chiddes, est un capitaine résistant français qui, pendant la Seconde Guerre mondiale, devient un agent du service secret britannique Special Operations Executive, section F, qui, sous le nom de guerre Louis, dirige le maquis des Fraichots dans le Sud-Morvan.

## Éléments biographiques
En octobre 1942, aidé par John Goldsmith[Qui ?], il rejoint l'Angleterre (Royaume-Uni, en passant par l'Espagne puis est recruté au Special Operations Executive sous le nom de Paul Sawyer. Il choisit alors comme nom de guerre « Louis » (du nom de son père) et sa matricule est 2944799[réf. nécessaire]. Il est chargé de monter le réseau « Gondolier » du « maquis Louis » à Larochemillay. Il est parachuté le 20 décembre 1943, dans la Nièvre.
Le 22 mars 1944, son opérateur radio, Kenneth Mackenzie, est parachuté dans l’Ariège. Le comité de réception est conduit par Henri Sevenet « Mathieu », chef du réseau « Détective », composé de 1 300 maquisards.
Le 5 septembre 1944, Paul Sarrette est tué accidentellement par une explosion d'un obus, lors d'un essai de mortier, près de Chiddes à 23 ans.

## Identités
- État civil : Paul (F. M. ?) Sarrette
- Comme agent du SOE :
  - Enregistré sous le nom : Paul Sawyer
  - Nom de guerre (field name) : « Louis »
  - Nom de code opérationnel : GONDOLIER

Situation militaire : SOE, section F, General List ; grade : captain ; matricule : 294479.

## Reconnaissance

### Distinction
- Royaume-Uni : Citation militaire
- France : Croix de guerre 1939-1945, Chevalier de la Légion d'honneur

### Monuments
- En tant que l'un des 104 agents du SOE section F morts pour la France, Paul Sarrette est honoré au mémorial de Valençay (Indre).
- Chiddes (Nièvre) :
  - cimetière communal, sud-est de l’entrée (seule tombe de guerre britannique) ;
  - sur la D227, carrefour des Carruzes, monument élevé à la mémoire de Paul Sarrette et de ses six compagnons tués en ce lieu lors de l'explosion d'un mortier au cours d'un exercice.
- Larochemillay (Nièvre):
  - Lieu-dit les Fraichots : monument rendant hommage au maquis Louis

## Sources
- Fiche Sawyer, Paul, avec photographies, sur le site Special Forces Roll of Honour
- Michael R. D. Foot, Des Anglais dans la Résistance. Le Service Secret Britannique d'Action (SOE) en France 1940-1944, annot. Jean-Louis Crémieux-Brilhac, Tallandier, 2008,  (ISBN 978-2-84734-329-8). Traduction en français par Rachel Bouyssou de (en) SOE in France. An account of the Work of the British Special Operations Executive in France, 1940-1944, London, Her Majesty's Stationery Office, 1966, 1968 ; Whitehall History Publishing, in association with Frank Cass, 2004. Ce livre présente la version officielle britannique de l’histoire du SOE en France. Une référence essentielle sur le sujet du SOE en France.
- Lt. Col. E.G. Boxshall, Chronology of SOE operations with the resistance in France during world war II, 1960, document dactylographié (exemplaire en provenance de la bibliothèque de Pearl Witherington-Cornioley, consultable à la bibliothèque de Valençay). Voir sheet 15, GONDOLIER CIRCUIT et sheet 55, ATTORNEY CIRCUIT.
- J.D. Sainsbury, Le Mémorial de la section F, Gerry Holdsworth Special Forces Charitable Trust, 1992.